# Unus-rechtspraak
Unus-rechtspraak is een rechtszitting met één rechter die rechtspreekt.
In Nederland wordt gesproken van een enkelvoudige kamer; dit betreft: de kantonrechter, de kinderrechter, de politierechter, de economische politierechter en de president in kort geding.